# Карась, Даниил Андреевич
Дании́л Андре́евич Кара́сь (укр. Данило Андрійович Карась; род. 2 января 1997, Осипенко, Запорожская область) — украинский футболист, защитник клуба «Буковина».

## Биография
Даниил Карась родился в селе Осипенко Запорожской области. Первым тренером молодого человека был Виталий Шачко. Карась — выпускник Днепропетровского высшего училища физической культуры, цвета которого защищал в соревнованиях ДЮФЛУ. В течение 2014—2016 годов играл за юношескую команду днепровского «Днепра» и ненадолго привлекался в ряды любительского «Интера», соревновавшегося в чемпионате Днепропетровской области, и бердянской «Молнии», участвовавшей в чемпионате города.
В июле 2016 года заключил соглашение с киевским «Динамо» и уже через сезон стал одним из ведущих защитников молодежного состава киевлян.
10 августа 2018 года перешёл на правах аренды в ряды киевского «Арсенала», а уже через два дня дебютировал в Премьер-лиге, заменив Марко Николича в перерыве матча с «Александрией».
26 января 2021 года подписал контракт с клубом «Минай». 11 апреля 2021 года после игры против львовского «Руха» главный тренер «Миная» Николай Цымбал в экспресс интервью объяснил отсутствие Дмитрия в заявке на игру, прекращением сотрудничества клуба и футболиста с согласия сторон.